# Блистави ум
Блистави ум (енгл. A Beautiful Mind) је амерички биографски драмски филм из 2001. године, о математичару и нобеловцу Џону Нешу, кога глуми Расел Кроу. Филм је режирао Рон Хауард, према сценарију који је Акива Голдсман написао на основу истоимене Нешове биографије коју је написала Силвија Насар. Споредне улоге у филму тумаче Ед Харис, Џенифер Конели, Пол Бетани, Адам Голдберг, Џад Херш, Џош Лукас, Ентони Рап и Кристофер Пламер. Прича почиње са Нешом као бриљантним, али асоцијалним дипломираним студентом математике на Универзитету Принстон. Након што Неш прихвати тајни посао у служби владе САД, почиње да преиспитује сопствену стварност.
Филм је у америчким биоскопима објављен 21. децембра 2001. и зарадио је преко 316 милиона долара широм света. Наишао је на позитивне рецензије критичара и освојио је четири Оскара: за најбољи филм, најбољу режију, најбољи адаптирани сценарио и најбољу споредну глумицу (Џенифер Конели).

## Радња
Године 1947. Џон Неш долази на Универзитет Принстон као стипендиста, заједно са Мартином Хансеном. Тамо упознаје колеге дипломиране студенте математике и природних наука Сола, Ејнслија и Бендера, као и свог цимера Чарлса Хермана, студента књижевности.
Одлучан да објави сопствену оригиналну идеју, Неш је инспирисан када он и његове колеге разговарају о томе како да приђу групи жена у бару. Хансен цитира Адама Смита који заговара идеју „сваки човек за себе”, али Неш тврди да би кооперативни приступ довео до бољих шанси за успех, што га наводи да развије нови концепт динамике управљања. Након објављивања чланка о својој теорији, он добија позицију на МИТ-у где бира Сола и Бендера, уместо Хансена, да му се придруже.
Године 1953. Неш је позван у Пентагон да проучи шифроване непријатељске поруке, које успева да дешифрује. Док се досађује својим редовним обавезама на МИТ-у, укључујући предавања, регрутује га мистериозни Вилијам Парчер из Министарства одбране Сједињених Држава са поверљивим задатком: да тражи скривене обрасце у часописима и новинама како би осујетио совјетску заверу, и имплантирана му је диода, која ће му дати бројчане шифре до тачака где треба да достави информације. Неш постаје све опсесивнији у потрази за овим обрасцима, достављајући своје резултате у тајно поштанско сандуче, и почиње да верује да га прате.
Једна од његових студенткиња, Алиша Лард, позива га на вечеру и они се заљубљују. У посети Принстону, Неш наилази на Чарлса и његову нећакињу Марси. Уз Чарлсово охрабрење, он проси Алишу и њих двоје се венчају. Неш почиње да страхује за свој живот након што је преживео пуцњаву између Парчера и совјетских агената и сазнаје да је Алиша трудна, али је приморан да настави свој задатак. Док држи гостујуће предавање на Универзитету Харвард, Неш покушава да побегне од људи за које мисли да су совјетски агенти, предвођени психијатром по имену др Розен, али му насилно дају седатив и смештају га у психијатријску установу.
Др Розен говори Алиши да Неш има шизофренију и да Чарлс, Марси и Парчер постоје само у његовој машти. Алиша се састаје са Солом и Бендером, који показују радну собу њеног мужа, која садржи разне вести и исечке из часописа, и проналази локацију тајног поштанског сандучета у напуштеној вили. Алиша однеси многа различита неотворена документа Нешу, говорећи му да нико по имену „Вилијам Парчер” не ради у Министарству одбране. Обузет шоком, Неш отвара руку да би лоцирао диоду, али открива да је нема. Неш пролази кроз терапију инсулинским шоком и на крају је пуштен из болнице. Фрустриран нежељеним ефектима својих антипсихотика, он потајно престаје да их узима и поново почиње да виђа Парчера и Чарлса.
Године 1956. Алиша открива да је Неш наставио свој „задатак” у шупи близу њихове куће. Схвативши да је поново оболео, Алиша жури у кућу где открива да је Неш оставио њиховог малог сина у укљученој кади, верујући да „Чарлс” посматра бебу. Алиша позива др Розена, али Неш случајно њу и бебу обара на земљу, верујући да их обоје спасава од Парчера.
Док Алиша бежи са бебом, Неш се бори са својим визијама и схвата да све изгледају исто откако их је први пут видео. Зауставља Алишин аутомобил и каже јој да схвата да „Марси” није стварна јер није остарила од када ју је последњи пут видео, коначно прихватајући да су Парчер и друге прилике заправо халуцинације. Противно саветима др Розена, Неш одлучује да се више не подвргава хоспитализацији, верујући да може сам да се избори са својим симптомима, а Алиша одлучује да остане и подржи га.
Неш се враћа на Принстон, прилазећи свом старом ривалу Хансену, сада шефу одељења за математику, који му дозвољава да ради у библиотеци. Током наредне две деценије, Неш учи да игнорише своје халуцинације и до касних 1970-их поново му је дозвољено да предаје.
Године 1994. Неш је награђен Нобеловом наградом за економију за револуционарни рад на теорији игара, а његови колеге професори га одликују. Током церемоније награду посвећује својој супрузи. Док Неш, Алиша и њихов син напуштају салу у Стокхолму, Неш види Чарлса, Марси и Парчера како га посматрају, али их само погледа пре него што оде.

## Улоге
| Глумац               | Улога          |
| -------------------- | -------------- |
| Расел Кроу           | Џон Неш        |
| Џенифер Конели       | Алиша Неш      |
| Ед Харис             | Вилијам Парчер |
| Кристофер Пламер     | др Розен       |
| Пол Бетани           | Чарлс Херман   |
| Адам Голдберг        | Ричард Сол     |
| Џош Лукас            | Мартин Хансен  |
| Ентони Рап           | Бендер         |
| Џејсон Греј-Стенфорд | Ејнсли Нилсон  |
| Џад Херш             | Хелингер       |
| Остин Пендлтон       | Томас Кинг     |
| Вивијен Кардон       | Марси Херман   |